# 카자흐 칸국
카자흐 칸국(카자흐어: Қазақ хандығы 카자크 한드그, Qazaq xandığı)은 킵차크 칸국에서 갈라져 나와 15~19세기까지 오늘날의 카자흐스탄이 있는 곳에 있던 카자흐인의 국가이다.
전성기의 카자흐 칸국은 쿠마니아 동쪽(현재 카자흐스탄 서부)에서 우즈베키스탄, 카라칼파크스탄, 현재 이란에 속한 아스트라한과 호라산주까지의 시르다리야강까지 통치했다. 또한 카자흐 칸국 시절, 카자흐 민족은 러시아, 중앙아시아, 시베리아 서부(바쉬코로토스탄)을 약탈하여 노예들을 잡아왔다. 카자흐 칸국은 후일 칼미크/오이라트의 침공으로 약해졌으며, 약탈과 전쟁으로 황폐화되었고, 서서히 러시아 제국에게 주권과 통제력을 잃었다. 16세기 ~ 19세기 초반까지 유랑 민족 중에서 가장 강한 민족은 카자흐 민족과 오이라트족이었다.

## 역사
카자흐 칸국은 1456~1465년 사이에 자니베크 칸과 케레이 칸이 제타이수(일곱 강이라는 뜻) 기슭, 즉 현재 카자흐스탄의 남동쪽에 세웠다. 카자흐 칸국의 건국은 카자흐 국가의 민족 문화 형성에 의한 것으로 여겨지고 있다. 카자흐 칸국의 독립은 자니벡 술탄과 케레이를 따르는 여러 민족이 아불 하이르 칸의 칸국에서 떠나면서 시작되었다. 술탄은 모굴리스탄 칸국으로 백성들을 이끌었고, 결국 그곳에서 정착하고 독립 국가를 세웠다. 새 칸국은 곧 모굴리스탄 칸국과 아불 카이르 칸국의 완충 지대가 되었다.

### 자니베크 칸 및 케레이 칸 (1465년 ~ 1480년)
비록 자니베크 칸과 케레이 칸 둘 다 카자흐 칸국의 건국 군주로 여겨지지만, 처음에 권력을 대부분 장악한 건 케레이 칸이었다. 1470년 케레이 칸이 죽자, 자니베크 칸이 홀로 다스리게 되었다. 카자흐 칸국의 초기 역사는 우즈베크인의 지도자 무함마드 샤이바니에 맞서 스텝 지대를 점령하는 것이었다. 1470년, 카자흐는 무함마드 샤이바니를 투르키스탄에서 패퇴시키고 우즈벡을 사마르칸트 남부와 부하라로 밀어냈다.

### 부룬두크 칸 (1480년 ~ 1511년)
1480년 케레이 칸의 아들 부룬두크가 칸이 되었다. 그의 통치 기간 동안 카자흐는 50,000명 규모의 군대를 소집했고, 시르다리야강을 따라 있던 무함마드 샤이바니의 병력을 여러 차례 제거 할 수 있었다.

### 카심 칸 (1511년 ~ 1518년)
카심 칸은 자니베크 칸의 아들로 그의 처세에 카자흐 칸국은 번영을 누렸다. 이 기간에 인구는 백만 명에 이르렀으며, 영토는 우랄산맥과 카스피해까지 확장되었다. 또한 '카심 칸의 광명의 길'이라 불리는 법령을 제정하였다.

### 카크-나자르 칸 (1537년 ~ 1580년)
하크-나자르 칸 또는 아크 나자르 칸로도 알려진 카크-나자르 칸의 아래서
카자흐 칸국은 서쪽에는 노가이 칸국, 북쪽에는 시비르 칸국, 동쪽에는 모굴리스탄 칸국, 그리고 남쪽에는 부하라 칸국로부터 모든 방면에서 경쟁을 할 수 밖에 없었다. 처음에 카크-나자르 칸은 타슈켄트에서 부하라 칸국과, 그리고 차가타이 칸국의 지도자 압두르-라쉬드 칸과 겨룬 두 주요한 전투를 이끌었다. 1568년 칸국은 엠바강에서 노가이 칸국을 성공적으로 무찌르고 아스트라한까지 이르렀으나, 러시아 군에 의해 쫓겨났다.

## 같이 보기
- 카자흐스탄의 역사